# Billy Jennings (futbolista galés)
William «Billy» Jennings — nacido el 25 de febrero de 1893, en Barry, Gales; fallecido en 1968— fue un futbolista galés, más conocido por haber jugado en el Bolton Wanderers, club con el que disputó más de doscientos cincuenta partidos en la Football League. Con el Bolton jugó la final de la FA Cup de 1923, la cual ganaron luego de vencer 2-0 al West Ham United. También jugó once veces con la selección de fútbol de Gales y más tarde estuvo dos años a cargo del Cardiff City.

## Palmarés (3)

### Campeonatos nacionales (3)
| Título | Club             | País       | Año     |
| ------ | ---------------- | ---------- | ------- |
| FA Cup | Bolton Wanderers | Inglaterra | 1922-23 |
| FA Cup | Bolton Wanderers | Inglaterra | 1925-26 |
| FA Cup | Bolton Wanderers | Inglaterra | 1928-29 |